# دابرة (تشريح الخيل)

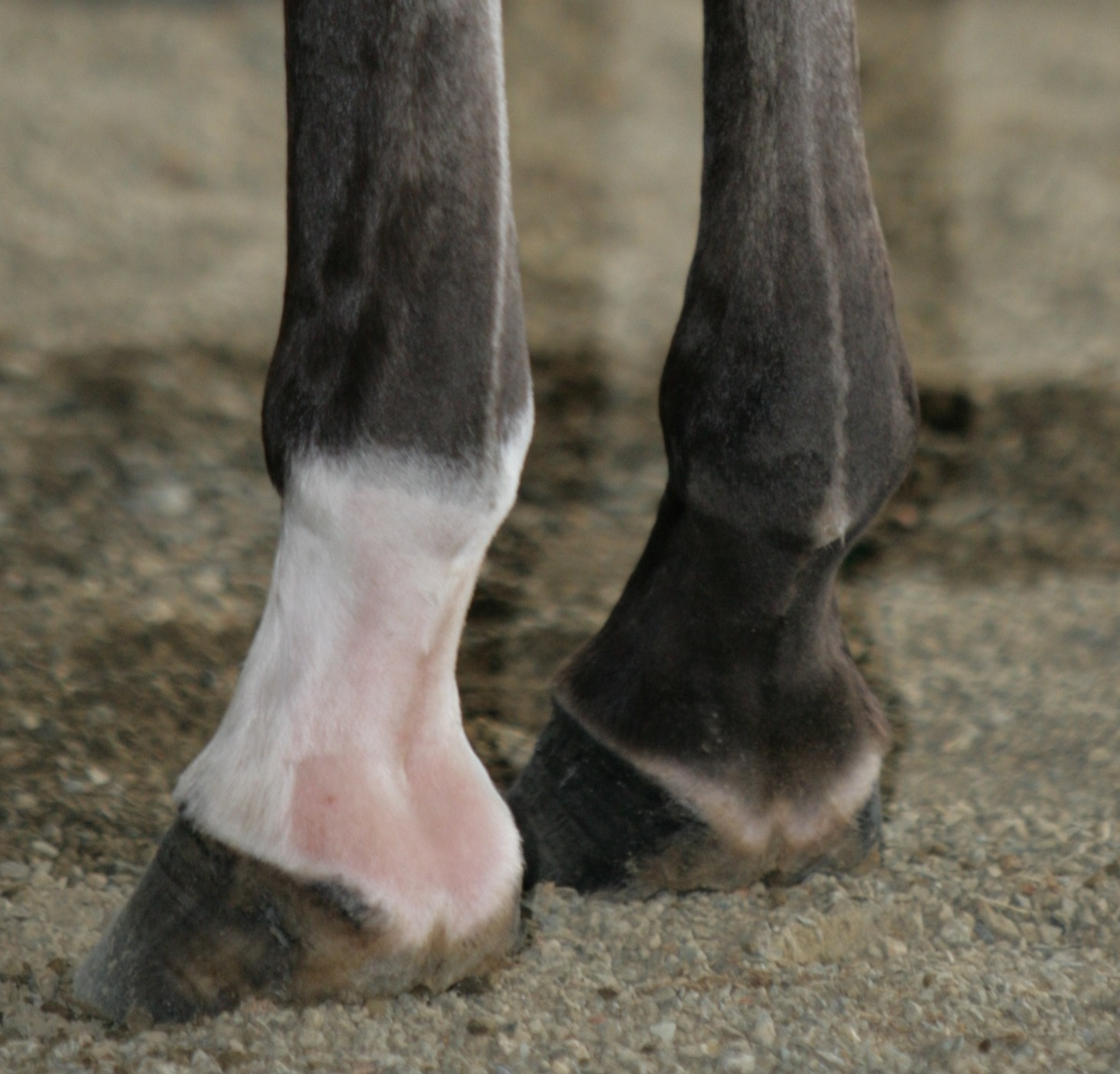
في هذا الفرس، تكون الدابرة نقطة صغيرة في ظهر الحوشب، أي مؤخر الرسغ.

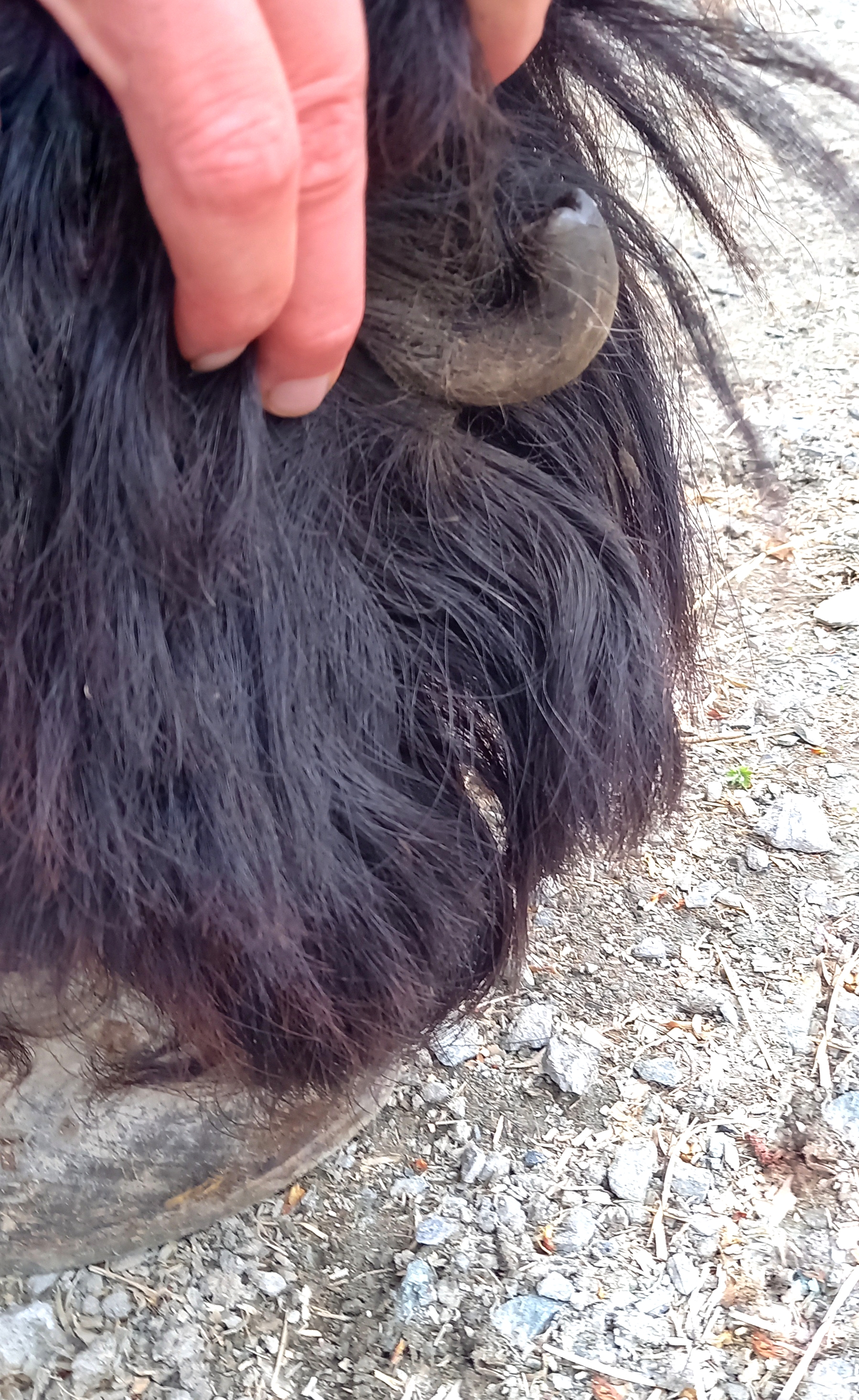
دابرة على حصان الجر ذو الثُّنَن (شعر أوظفته).

الدَّابِرَة (الجمع: دَوَابِر) هو نسيج ثفني صغير على ظهر حَوْشَب الفرس أو غيره من الخيليات. بعض الخيول لديها هذه الدوابر على جميع حواشبها الأربعة؛ والبعض الآخر لديه عدد قليل من الدوابر القابلة أو غير القابلة للكشف عنها. عند الخيل، يراوح حجم الدَّابِرَة من صغير جدًا إلى حجم حبة البازلاء أو الفاصوليا، وتوجد الكبيرة منها عند الخيل ذات الثُّنَن، أي الشعر الطويل على أوظفتها. عند بعض الخيليات الأخرى، يمكن أن يصل قطر الدابرة إلى 3.8 سم.